# Brazyleozaur
Brazyleozaur (Brasileosaurus pachecoi) – rodzaj gada z nadrzędu archozaurów, z grupy Crocodyliformes.